# Johann Jakob Joseph Sündermahler
Johann Jakob Joseph Sündermahler (* 1712 in Staffelstein; † 21. Januar 1775 in Würzburg) war ein deutscher Jurist und Hochschullehrer.

## Leben
Johann Jakob Joseph Sündermahler war in seiner Jugend kurzzeitig dem Orden der Karmeliter beigetreten.
Er studierte bis 1737 Rechtswissenschaften an der Universität Würzburg und wurde anschließend Lizentiat; am 18. Mai 1741 erhielt er den Dr. jur.
1741 wurde er Nachfolger von Johann Adam von Ickstatt und lehrte bis zu seinem Tod 1775 an der Universität Würzburg deutsches Staatsrecht, Natur- und Völkerrecht. Als er zu einer Professur nach Wien berufen werden sollte, erhöhte die Universität Würzburg sein Gehalt, um ihn an der Universität zu behalten, zusätzlich wurde er zum Geheimrat erhoben.
In einer Grenzauseinandersetzung zwischen Kurbayern und dem Hochstift Eichstätt um die Hochgerichtsbarkeit im Landgericht Hirschberg schloss Johann Jakob Joseph Sündermahler für das Hochstift als Sachwalter mit Kurbayern, das durch seinen Vorgänger Johann Adam von Ickstatt vertreten wurde, und sich auf die früheren Vogteirechte der 1305 ausgestorbenen Grafen von Grögling-Hirschberg über das Amt Jettenhofen berief, am 30. Januar 1767 einen Staatsvertrag ab, in dem das Hochstift die hohe Gerichtsbarkeit Kurbayern und damit dem Schultheißenamt Neumarkt zugestand. Durch diesen Vertrag wurden die hoheitsrechtlichen und fiskalischen Verhältnisse geklärt, deren offene Fragen bis dahin seit 1523 immer wieder zu Streitigkeiten geführt hatten.
Johann Jakob Joseph Sündermahler wurde in der Würzburger Karmeliterkirche bestattet.

## Schriften (Auswahl)
- Philipp Adam Ulrich; Johann Jakob Joseph Sündermahler: Corpus iuris controversum frequentissimae leges oppositiones earumque succinctae ex ipsis legibus resolutiones nova plane et facili methodo. Wirceburgi : Kleyer, 1737.
- Insignis superioritatis territorialis et iuris vogtetici differentia demonstrata. Wirceburgum, 1741.
- Bischof Friedrich Karl, Bamberg; Johann Jakob Joseph Sündermahler; Philipp Adam Ulrich: Solium justitiae ex quo principes imperant quando sub auspicatissimo regimine D. Friderici Caroli D. Philippus Adamus Ulrich D. Joan. Jacobum Josephum Sündermahler suprema doctoratus in utroque jure laurea more majorum ritu solenni condecorabat. Wirceburgi: (Kleyer), 1741.
- Baltasar Gracián y Morales; Johann Jakob Joseph Sündermahler; Philipp Adam Ulrich: Graciani Oraculum Prudentiae, Depromptum In Sententiarum Politicarum Centurias III: a breviloquii Hispani ambiguitate et obscuritate explicatum, et universali Latinorum Linguâ loquens. Wirceburgi: (Kleyer), 1741.
- Johann Jakob Joseph Sündermahler; Johann Adam Bissing: De potestate judiciaria S.R.I. principum. Wirceburgi: Typis J.J.C. Kleyer, 1743.
- Johann Jakob Joseph Sündermahler; Franz Gallus Heinrich Sartorius: Dissertatio Inauguralis Publico-Iuridica De Formato Principis Dicasterio Non Recusabili. Wirceburgi: Kleyer 1743.
- De adhaesione appellationi; An & quatenus ea ab appellato intra decendium necessario fieri debeat? Wirceburgi: Typis J.J.C. Kleyer 1744
- Johann Jakob Joseph Sündermahler; Michael Antonius Hartmann: Dissertatio inauguralis historico-publica de iure capitulandi inter Sacri Romani Imperii electores et prinipes controverso. Wirceburgum, 1747.
- Ioh. Iacobi Sündermahler Rei monetariae franconicae specimen inaugurale. Herbipoli, 1749.
- Johann Jakob Joseph Sündermahler; Moritz Fortenbach: Dissertatio Inauguralis Juridica De Jure Patronatus : Subjunctis Ex Universo Jure Corollariis. Wirceburgi, 1749.
- Johann Jakob Joseph Sündermahler; Joseph Maria Schneidt: Prolusio Numismatica Sive Rei Monetariae Franconicae Specimen Inaugurale Juridico-Historico-Publico-Politicum: Qua Non modò Jus Monetae Episcopatûs Herbipolensis · genuinis Juris Publici ac Historiae fundamentis eruitur, sed & summaria Rei Numismariae Episcopalis Franconiae Exegesis annectitur. Herbipoli, 1749.
- Utrum clausula samt und sonders in commissione executionis circa causas, quae religionem et diversa religionis asseclas concernunt, locum habeat, paucis disquirit, simul et collegia sua. Wirceburgi, 1750.
- Johann Jakob Joseph Sündermahler; Johann Peter Joseph Beringer: De potestate ius suum vi & armis persequendi in imperio haud permissa dissertatio et commentatio, vulgo von der Selbst-Hülff. Wirceburgi, 1753.
- Johann Jakob Joseph Sündermahler; Carolus Josephus Kleinschrod: Dissertatio Inauguralis De Suspensa Jurisdictione Ecclesiastica: Ad Illustrandos Paragraph. VII. Pac. Relig. & Paragraph. XVI. (48. 49.) Art. V. Pac. Osnabrug; Una Cum Subjunctis Ex Universo Jure Corollariis. Wirceburgi Kleyer 1753.
- Rechts-begründete Nachricht von der wahren Beschaffenheit des ehemahligen Kayserlichen Land-Gerichts Hirschberg: Dem von Chur-Bayern ohnlängst herausgegebenen sog. Unterricht entgegen gesetzet, und zu grundsamer Widerlegung und Blosstellung deren vermeintlich Chur-Bayerischen Befügnussen, zugleich aber zur rechtlichen Befestigung der dem Fürstlichen Hochstifft Eichstett dißfalls ohnwidersprechlich zukommenden Exemtion und gänzlicher Freyheit durch offentlichen Druck dargeleget. 1755.
- Johann Jakob Joseph Sündermahler; Franz Joseph Simpert Carl: Themis Franconiae Nova Luce Resplendens. Wirceburgi: Kohles, 1759.
- Johann Jakob Joseph Sündermahler; Franz Joseph Simpert Carl: Solium Caesareum In Suprema Imperii Potestate Judiciaria Refulgens. Würzburg: Kleyer 1759.
- Johann Jakob Joseph Sündermahler; Franciscus Josephus Schrod: Dissertatio inauguralis de jure agendi in causis religionis non cuivis permisso: ad illustrandum Art. I. [Sectio] II. Capitul. Caesar. Wirceburgi: Typis Viduae Joannis Jacobi Christophori Kleyer, Univers. Typogr. per Wolffgang. Christoph. Kohles, p.t. factorem, 1759.
- Johann Jakob Joseph Sündermahler; Johannes Petrus Josephus Beringer; Angelus Winkler; Kleyer, Johann Jakob Christoph, Witwe (Offizin, Würzburg): Dissertatio inauguralis altera De potestate ius suum vi et armis persequendi in imperio haud permissa, vulgo, Von der Selbst-Hülff: qua prior eiusdem argumenti contra oppositiones Strubenianas vindicatur: in alma Wirceburgensium Universitate. Wirceburgi typis Viduae Ioan. Iac. Christoph Kleyer 1761.
- Johann Jakob Joseph Sündermahler; Joachim Albert von Hess: Dissertatio inauguralis de libertate ordinum imperii ultra justos limites non extendenda : una cum subjunctis ex universo jure corollariis. Wirceburgi Kohles: Kleyer, 1763.
- Johann Jakob Joseph Sündermahler; Christian von Waldenfels: Theses selectae ex universo jure. Wirceburgi: Nitribitt, 1764.
- Geschicht- und Rechts-begründete Prüfung desjenigen Promemoria, so jüngsthin von der Hochansehnlichen Chur-Braunschweigischen Comitial-Gesandschaft die zwischen Sr. Königl. Majest. von Großbritannien und Churfürstl. Durchl. von Braunschweig-Lüneburg und dem Hochwürdigen Dom-Capitul zu Osnabrück entstandene Streitigkeiten betreffend in Comitiis und sonsten ausgetheilt worden. 1765.
- Nähere Beleuchtung der Schein-Gründen, so in denen bishero in Betreff der Osnabrückischen Sach herausgekommenen Chur-Braunschweigischen Schriften, Unter denen Titlen: Kurze und vorläufige Abfertigung, der sowohl in Facto irrigen, als in Jure höchst unbegründeten Vorlegung etc. Und Widerlegung der von dem Dom-Capitul zu Osnabrück herausgegebenen Prüfung des Chur-Braunschweigischen Promemoria etc. vorgebracht worden. 1766.
- Johann Jakob Joseph Sündermahler; Peter Franz Ludwig Willibald Behr: Dissertatio Inauguralis De Tutela Episcopi Impuberis. Wirceburgi, 1766.
- Johann Jakob Joseph Sündermahler; Josua Joseph Rieffel: Dissertatio Inauguralis De Modo Agendi In Causis, In Quibus Status In Duas Partes Eunt, Secundum Leges Et Formam Imperii Considerato : Una Cum Subjunctisd ex Universo Jure Corollariis. Wirceburgi, 1768.
- Ioannis Iacobi Iosephi Sündermahler opuscula selectiores iuris pvblici doctrinas illustrantia. Spirae 1768.
- Rechtliche Abfertigung der sogenannten unumstößlichen Grundsätzen durch welche die Herren Grafen von Truchseß-Friederichischer Linie in Preussen des von ihrem Stamm-Vatter Friederich geleisteten feierlichen Verzichts und anderer Gründen ungeachtet auf Abgang der Erb-Truchseß-Trauchburg-Wilhelmischen Linie in deren Gütern und Landen das Succeßions-Recht vor den Gräflich-Truchseß-Wolfegg- und Zeilischen Linien des Georgischen Haupt-Stamms zu behaupten suchen nebst gründlicher Vorstellung der dieserthalben ersagten Georgischen Linien vor den Abkömmlingen des ehemaligen Teutsch-Ordens-Ritters Truchsessen Friederich offenbar zustehenden vorzüglichen Succeßions-Gerechtsamen in sammtliche Reichs-Erb-Truchseß Jacob- oder Wilhemische Verlassenschaft an Alt-Vätterlichen sowohl, als neu-erworbenen Güteren zum vollständigen Unterricht des unpartheiischen Publici. Halle, Saale Universitäts- und Landesbibliothek Sachsen-Anhalt 1769
- Johann Jakob Joseph Sündermahler; Andreas Alexander Franz Hammer: Dissertatio Inauguralis De Advocatia Imperiali Episcopatus Wirceburgensis In Binos Pagos Immediatos Gochsheim Et Sennfeld: Cum Mantissa Documentorum Ad Illustrandum Hoc Caput Magis Necessariorum. Würzburg: Nitribitt, 1772.
- Johann Jakob Joseph Sündermahler; Josua Joseph Rieffel: De modo agendi in causis in quibus status in duas partes eunt secundum leges et formam imperii. Heidelberg, 1774.